# Hermann Katinger
Hermann Wolf-Dietrich Katinger (* 26. April 1941 in St. Pölten) ist ein österreichischer Mikrobiologe und Biotechnologe, dessen Pionierarbeiten zur Nutzung von Säugetierzellen für die industrielle Herstellung von Biopharmazeutika internationale Beachtung fanden. Von 1981 bis 2009 leitete er als ordentlicher Professor das Institut für Angewandte Mikrobiologie an der Universität für Bodenkultur Wien, gründete 1992 das Biotech-Unternehmen Polymun Scientific und wurde 2002 mit der Wilhelm-Exner-Medaille geehrt.

## Ausbildung
Hermann Katinger immatrikulierte sich nach der Matura 1959 zunächst an der Universität Wien für Volkswirtschaftslehre, brach dieses Studium jedoch ab. 1960 nahm er an der Universität für Bodenkultur Wien (BOKU) den damals neu eingerichteten Studienzweig Gärungstechnik auf und erwarb dort 1966 den akademischen Grad Diplom-Ingenieur. Anschließend absolvierte er an derselben Hochschule ein Doktoratsstudium, das er 1971 mit dem Doktor der Bodenkultur (Dr. nat. techn.) abschloss. Im Jahr 1977 habilitierte er sich an der BOKU im Fach Angewandte Mikrobiologie und erlangte damit die Lehrbefugnis in diesem Gebiet.

## Akademische Laufbahn
Nach seiner Habilitation im Jahr 1977 wurde Katinger noch im selben Jahr zum außerordentlichen Professor an der Universität für Bodenkultur Wien (BOKU) ernannt. Bereits 1979 übernahm er kommissarisch die Leitung des Instituts für Angewandte Mikrobiologie und erhielt 1981 eine ordentliche Professur. Zugleich wurde er zum Institutsvorstand bestellt, eine Funktion, die er bis zu seiner Emeritierung ausübte. Zwischen 1982 und 1986 fungierte Katinger als Dekan der Fakultät für Lebensmittel- und Biotechnologie, wobei er in dieser Rolle unter anderem die organisatorische Neuaufstellung der Fakultät verantwortete. Er leitete 2008 die Habilitationskommission für das Fach Bioverfahrenstechnik. Mit Beginn Oktober 2009 trat Katinger, nach nahezu drei Jahrzehnten als Institutsvorstand, in den Ruhestand und blieb der BOKU seither als emeritierter Universitätsprofessor verbunden.

## Forschungsschwerpunkte
Katingers zentrale wissenschaftliche Leistung liegt in der Pionierarbeit bei der Nutzung von Säugetierzellen für die Produktion von Biopharmazeutika. Die technische Erzeugung dieser Biopharmazeutika führte er in die industrielle Massenproduktion ein. Diese Arbeiten bildeten die Grundlage für die heutige biopharmazeutische Industrie, in der heute mehr als 80 Prozent aller Biopharmaka auf Basis von Säugetierzellkulturen hergestellt werden. Ein besonders bedeutender Beitrag war die Entwicklung des Airlift-Bioreaktors für Säugetierzellkulturen. Katinger konstruierte innovative Reaktorsysteme, darunter einen neuen Typ von Fermenter für die Massenkultivierung von Säugetierzellen. Er entwickelte zudem ein kontinuierliches Perfusionssystem mit hoher Zelldichte für die rekombinante Proteinproduktion mit adhärenten Tierzellen unter Verwendung eines Wirbelschichtreaktors, neuen makroporösen Mikroträgern und proteinfreien Medien. Dieses System ist seit 1989 in industrieller Anwendung.
Katinger etablierte großmaßstäbliche Hybridom-Technologie für die Produktion monoklonaler Antikörper in proteinfreien Medien, deren Entwicklung und Optimierung zu wichtigen industriellen Anwendungen führte. Die entwickelten Verfahren ermöglichten die effiziente Herstellung therapeutischer Antikörper für verschiedene medizinische Anwendungen.
Ein bedeutender Forschungsschwerpunkt Katingers lag in der HIV-Forschung. Bereits in den späten 1980er Jahren entwickelte Polymun unter seiner Leitung die ersten humanen monoklonalen Antikörper zur Neutralisierung von HIV. Diese Arbeiten führten zur Entwicklung klinischer Materialien dieser Antikörper und zu mehreren klinischen Studien. Die Forschungsgruppe um Katinger stellte mehrere breit neutralisierende HIV-Antikörper her, darunter die bekannten Antikörper 2F5 und 4E10, die zur Entwicklung von HIV-Impfstoffkonzepten beitrugen. Katinger arbeitete an der Entwicklung von Virosomen als Impfstoffplattform gegen HIV. Diese virusähnlichen Partikel, die aus primären HIV-Proteinen oder rekombinanten Proteinen in nativer Konformation bestehen und in Liposomen von der Größe von Virionen inkorporiert sind, stellten einen innovativen Ansatz für die HIV-Impfstoffentwicklung dar.
Katinger entwickelte eine neuartige großmaßstäbliche Technologie zur Herstellung von Liposomen mit gewünschten Eigenschaften. Diese Technologie wurde für verschiedene Anwendungen eingesetzt, darunter die Verkapselung von Proteinen und die Herstellung von Impfstoffen. Die Forschungsarbeiten umfassten die Optimierung von Verkapselungseffizienz, Membranproteinkonformation und Immunogenität liposomaler Impfstoffkandidaten.
Katinger leistete Beiträge zur Pflanzenbiotechnologie, insbesondere zur Entwicklung transgener Pflanzen für Virusresistenz. Seine Forschungsgruppe arbeitete an biotechnologischen Methoden zur Resistenzzüchtung bei Reben und anderen Nutzpflanzen. Am Institut wurde unter seiner Leitung der erste transgene Baum hergestellt, was die Anwendung der Gentechnik auf Gehölzpflanzen demonstrierte.
Unter Katingers Leitung entwickelte sich das Institut für Angewandte Mikrobiologie an der Universität für Bodenkultur Wien zu einem weltweit anerkannten Zentrum der modernen Biotechnologie. Seine wissenschaftlichen Arbeiten umfassen mehr als 300 Publikationen in den Bereichen Mikrobiologie, Biotechnologie, Immunologie und Virologie. Katingers umfangreiches wissenschaftliches Werk wurde vielfach rezipiert, und Thomson Reuters reihte ihn 2014 unter die 3200 meistzitierten Forscher weltweit ein.
Katinger war Gründungsmitglied der European Society for Animal Cell Technology (ESACT) im Jahr 1976 und erhielt für seine Pionierleistungen in der Tierzelltechnologie die ESACT-Medaille. Seine Forschungsarbeiten führten zur Gründung mehrerer biotechnologischer Unternehmen, darunter Polymun Scientific im Jahr 1992, die sich mit der Entwicklung von Bioprozessen und Produkten für klinische Prüfungen beschäftigt.

## Unternehmerische Aktivitäten
Im Jahr 1992 gründete Hermann Katinger in Klosterneuburg die Polymun Scientific Immunbiologische Forschung, ein privat gehaltenes Familienunternehmen, das sich auf die Entwicklung und GMP-Produktion von Biopharmazeutika sowie liposomalen beziehungsweise Lipid-Nanopartikel-(LNP-)Formulierungen spezialisiert hat. Katinger führte Polymun bis 2010 als geschäftsführender Gesellschafter und blieb seither Haupteigentümer. Bereits vorher hatte er mit dem von ihm mitentwickelten Airlift-Reaktor das erste industrielle Säugetierzell-Produktionswerk für α-Interferon beim damaligen Unternehmen Bender (heute Boehringer Ingelheim Austria) realisiert und damit großtechnische Tierzellprozesse in Österreich etabliert.
Polymun erwirtschaftet seine Umsätze überwiegend durch Auftragsentwicklung und -fertigung, reinvestiert diese in eine eigene Produktpipeline und verfügt über eine österreichische Arzneimittelproduktionslizenz; behördliche Inspektionen durch AGES (2024) und die US-FDA (2023) bestätigten die Einhaltung internationaler GMP-Standards. Ein frühes unternehmerisches Highlight war die Herstellung der ersten klinischen Chargen breit neutralisierender humaner HIV-1-Antikörper, mit denen internationale Studien zur passiven Immunisierung unterstützt wurden. Während der COVID-19-Pandemie lieferte Polymun seine proprietäre LNP-Technologie zur Formulierung der mRNA für den Impfstoff BNT162b2 (Tozinameran) von BioNTech/Pfizer und produzierte binnen weniger Monate Millionen Dosen für das weltweite Notfallprogramm. Das Wall Street Journal charakterisierte das Unternehmen dabei als „tiny firm in rural Austria“ mit rund 90 Mitarbeitenden; laut eigener Angabe beschäftigt Polymun aktuell etwa 100 Fachkräfte.

## Auszeichnungen
Im Jahr 2002 wurde Katinger mit der Wilhelm-Exner-Medaille ausgezeichnet.